# Nettastoma falcinaris
Nettastoma falcinaris is een straalvinnige vissensoort uit de familie van toveralen (Nettastomatidae). De wetenschappelijke naam van de soort is voor het eerst geldig gepubliceerd in 1985 door Parin & Karmovskaya.